# 제19대 서머싯 공작 존 시모어

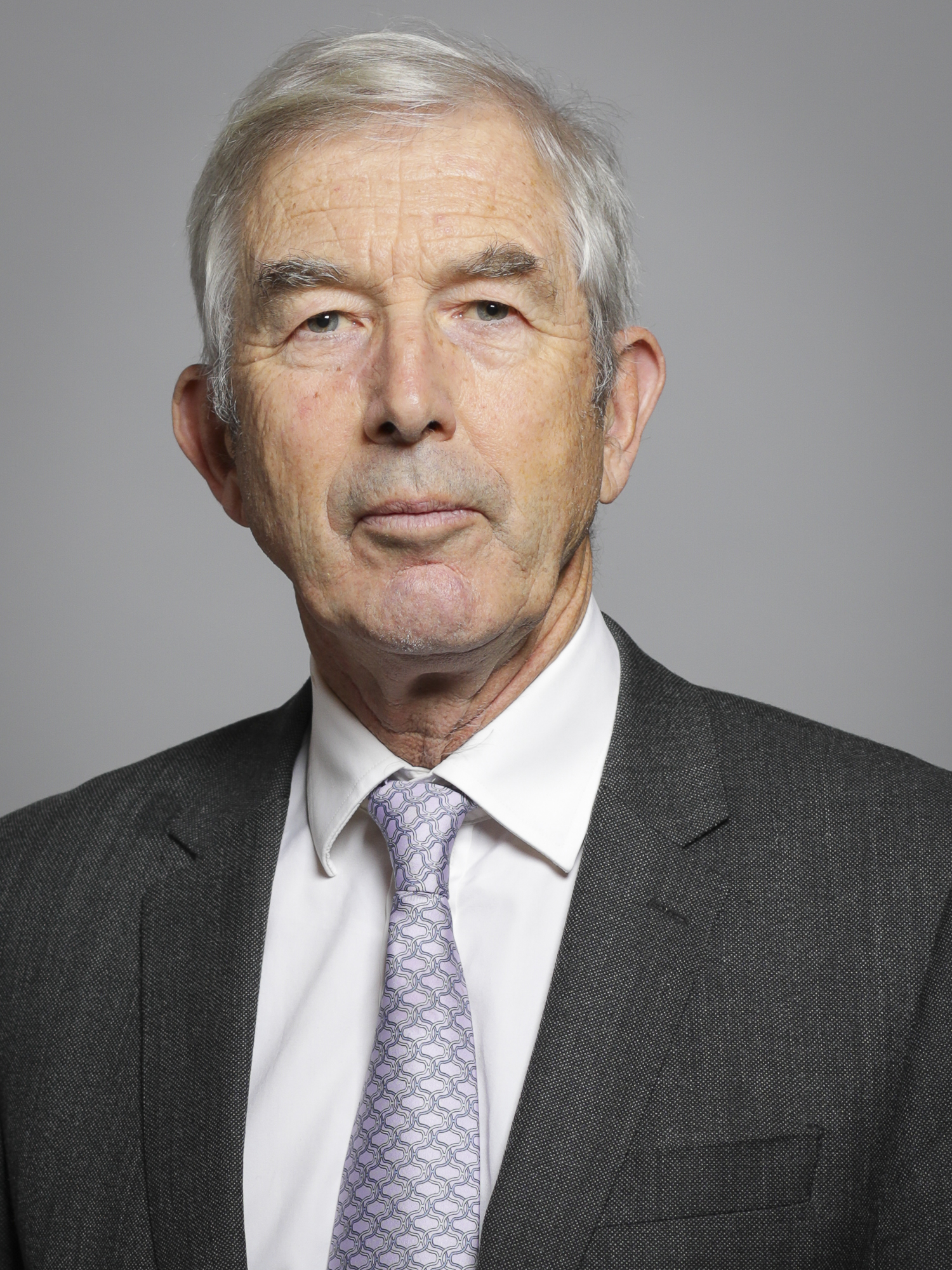
서머싯 공작

제19대 서머싯 공작 존 마이클 에드워드 시모어(John Michael Edward Seymour, 19th Duke of Somerset)는 영국의 상원의원이다. 시모어 경(Lord Seymour)으로도 불린다.